# Sopwith Dragon
Sopwith Dragon là một mẫu máy bay tiêm kích của Anh, do hãng Sopwith Snipe thiết kế phát triển.

## Quốc gia sử dụng
Anh Quốc
- Không quân Hoàng gia

## Tính năng kỹ chiến thuật
Dữ liệu lấy từ War Planes of the First World War: Volume Three Fighters
Đặc điểm tổng quát
- Kíp lái: 1
- Chiều dài: 21 ft 9 in (6.63 m)
- Sải cánh: 31 ft 1 in (9.47 m)
- Chiều cao: 9 ft 6 in (2.9 m)
- Diện tích cánh: 271 ft2 (25.2 m2)
- Trọng lượng có tải: 2132 lb (967 kg)
- Động cơ: 1 × ABC Dragonfly IA, 360 hp (268 kW) mỗi chiếc

Hiệu suất bay
- Vận tốc cực đại: 150 mph (240 km/h)
- Trần bay: 25.000 ft (7.600 m)

Vũ khí trang bị
- 2 × súng máy Vickers